# Otgonbaataryn Uuganbaatar
Otgonbaataryn Uuganbaatar (Ulán Bator, 19 de febrero de 1988) es un deportista mongol que compitió en judo. Ganó una medalla en los Juegos Asiáticos de 2018, y tres medallas en el Campeonato Asiático de Judo entre los años 2013 y 2019.

## Palmarés internacional
| Juegos Asiáticos    | Juegos Asiáticos    | Juegos Asiáticos  | Juegos Asiáticos |
| Año                 | Lugar               | Medalla           | Categoría        |
| ------------------- | ------------------- | ----------------- | ---------------- |
| 2018                | Yakarta (Indonesia) | Medalla de bronce | –81 kg           |
| Campeonato Asiático |                     |                   |                  |
| Año                 | Lugar               | Medalla           | Categoría        |
| 2013                | Bangkok (Tailandia) | Medalla de bronce | –81 kg           |
| 2015                | Kuwait (Kuwait)     | Medalla de bronce | –81 kg           |
| 2019                | Fujairah (EAU)      | Medalla de oro    | –81 kg           |